# 鄭運 (潜水艦)
鄭運（チョン・ウン、日本語読み：てい うん、朝鮮語：정운、ラテン文字：Chong Un, SS-067）は、大韓民国海軍の潜水艦。張保皐級潜水艦の6番艦。艦名は李舜臣配下の武将鄭運に由来する。

## 艦歴
「鄭運」は、大宇重工業玉浦造船所で建造され、1998年に就役し、鎮海に所在する第9戦団に配備される。